# Cephalotrigona zexmeniae
Cephalotrigona zexmeniae är en biart som först beskrevs av Cockerell 1912.  Cephalotrigona zexmeniae ingår i släktet Cephalotrigona och familjen långtungebin. Inga underarter finns listade.

## Bildgalleri

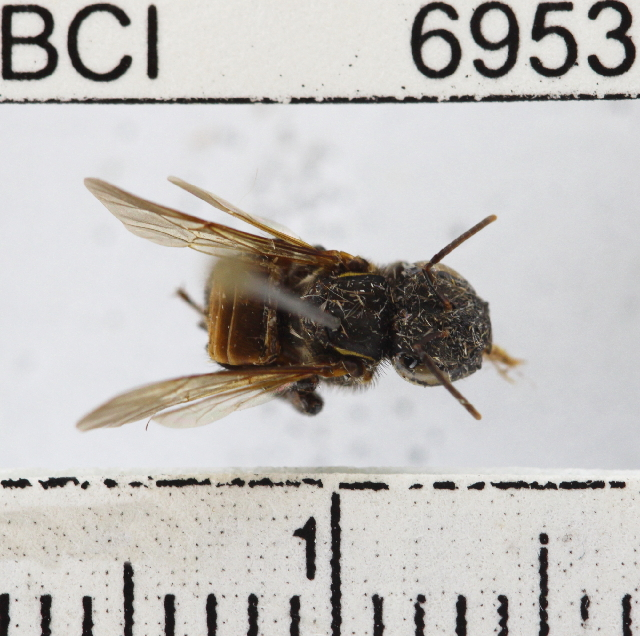